# George Macartney
George Macartney, první hrabě Macartney (14. května 1737 Loughguile – 31. května 1806 Chiswick) byl britský politik, koloniální správce a diplomat. Je často spojován s jeho pozorováním následujícího Britského úspěchu v sedmileté válce a následující teritoriální expanzí pařížské smlouvy, díky které teď Británie kontrolovala „obrovskou říši, nad kterou slunce nikdy nezapadá“.

## Mládí
Pocházel z Irska, byl potomkem skotské rodiny Macartneyů z Auchenlecku, Kirkcudbrightshire, která se usadila roku 1649 v Lissanoure, v Loughguile, County Antrim, Irsko, kde se narodil. Byl jediným synem George Macartneyho a Elisabeth Winderové. Po absolvování Svaté univerzity v Dublinu, se v roce 1759 stal studentem Templu v Londýně.
Byl zvolen mimořádným vyslancem v Ruské říši v roce 1764, úspěšně vyjednal s Kateřinou II. alianci mezi Velkou Británií a Ruskem. Vrátil se v roce 1768 do Irské dolní sněmovny jako člen parlamentu Armagha Borougha, za účelem splnění povinností hlavního sekretariátu Irska. Na odstup z této funkce byl pasován na rytíře.
V roce 1775 se stal guvernérem britské západní Indie. Byl zvolený do britského parlamentu od roku 1780 do roku 1781.

## Grenada
Macartney byl guvernérem Grenady od roku 1776 do roku 1779. Během jeho vládnutí byl v červnu roku 1779 ostrov napaden francouzskou královskou flotilou Comteho d´Estainga.
Po ztrátě kontroly opevnění na Nemocnici Hill, zásadní obranná pozice umístěná na výčnělku s výhledem na hlavní město ostrova, se Macartney rozhodl bezpodmínečně vzdát.

## Velvyslanec v Číně
Lord Macartney odjel v roce 1792 jako vyslanec do Číny, kde se měl setkat s císařem Čchien-lungem. S sebou měl řadu nákladných darů v ceně 13 124 liber, které měly reprezentovat kvalitu britských výrobků a ohromit Číňany. Dary byly poslány přímo do Zakázaného města, kde si je mohli prohlédnout mandaríni. Mezi dary se nacházely hodiny, hudební nástroje, keramika, ale třeba i horkovzdušný balón. Číňany však dary neohromily. Symboliku darů si vyložili jako tribut od podřízeného státu.
Jedním z možných konfliktů při setkání s císařem bylo dodržení dvorské etikety, konkrétně poklony kou-tou, při které bylo nutné třikrát pokleknout a při každém pokleknutí se třikrát dotknout čelem země. Jednalo se o tradiční čínskou poklonu vyjadřující úctu, podřízený se takto klaněl nadřízenému. Na Západě však byl tento úkon považován za ponižující a cizinci jej odmítali provádět. Diplomaté se navíc domnívali, že pokud by se takto lord Macartney uklonil čínskému císaři, mohli by si to Číňané vykládat jako uznání toho, že císař je nadřazený britskému králi. Lord Macartney tedy rozhodně odmítl kou-tou vykonat. Mandaríni nakonec souhlasili, aby lord pozdravil císaře úklonou obvyklou na evropských dvorech, do palácových záznamů ale uvedli, že obřad kou-tou vykonán byl.
14. září 1793 se lord Macartney, oblečen do ceremoniálního pláště Řádu lázně, v doprovodu baroneta George Stauntona a jeho dvanáctiletého syna setkal v paláci v Džeholu s čínským císařem Čchien-lungem. Setkání proběhlo ve stanu, v jakých žili divocí jezdci za hranicemi Číny, čímž chtěl císař zdůraznit, že jedná s barbary, a neuvádět je do rozpaků. Lord Macartney předal císaři dopis krále Jiřího III. a snažil se jednat s císařem o možnosti uvolnění pravidel obchodu a otevření dalších přístavů.
Měl v instrukcích uvedeno, že pokud to bude nutné, má slíbit i zákaz exportu opia. Na tuto otázku však nedošlo. Císař Čchien-lung byl sice dopisem krále potěšen, ale dal jasně najevo, že jeho země nemá na rozšíření obchodu žádný zájem. Ve svém dopise králi Jiřímu uvedl, že „s přihlédnutím k faktu, že Váš vyslanec a jeho doprovod vykonali dlouhou cestu s dopisem a tributem, projevil jsem jim velkou přízeň a dovolil, aby byli uvedeni k mé osobě“. Rozhodně odmítl rozšíření obchodu, neboť vše potřebné již Čína vlastní: čaj, rýži a hedvábí, a o drahé a nepotřebné věci by nebyl zájem. Odmítl otevřít další přístavy nebo povolit, aby se britští obchodníci usazovali jinde než v Macau. Největším úspěchem mise tak bylo samotné přijetí císařem a vypuštění kou-tou, ve všech dalších směrech byla zcela neúspěšná.

## Pozdní život
Při jeho návratu po důvěrné misi v Itálii roku 1795 byl povýšen na barona a na konci roku 1796 byl jmenován guvernérem nového území kolonie Cape, kde zůstal až do doby, kdy ho špatné zdraví přinutilo odstoupit v listopadu roku 1798. Zemřel 31. května 1806 v Chiswicku, Middlesex. Po smrti jeho ženy zdědila majetek jeho neteř.